# Кейт-Фальконер, Артур Джордж, 10-й граф Кинтор
Артур Джордж Кейт-Фальконер, 10-й граф Кинтор, 12-й лорд Фальконер из Халкертона, 10-й лорд Кейт из Инверури и Кейт-Холла (англ. Arthur Keith-Falconer, 10th Earl of Kintore; 5 января 1879 — 26 мая 1966) — британский дворянин и военный.

## Ранняя жизнь
Артур Джордж Кейт-Фальконер родился 5 января 1879 года в Инверури в Абердиншире, Шотландия. Второй сын Элджернона Кейта-Фальконера, 9-го графа Кинтора (1852—1930) и леди Сидни Шарлотты Монтегю (1851—1932). Его старшим братом был Иэн Дуглас Монтегю Кейт-Фалконер, лорд Кейт из Инверури, который умер в возрасте двадцати лет в 1897 году. Его отец был видным политиком, который занимал различные должности, включая должность главного партийного организатора партии консерваторов в палате лордов в 1880-х годах и губернатора Южной Австралии в 1890-х годах. Его мать была второй дочерью Джорджа Монтегю, 6-го герцога Манчестера (1799—1855), и Гарриет Сидни Доббс.

## Карьера
Лорд Кинтор воевал в Второй англо-бурской войне (1900—1902) в составе горцев Камерона. Во время Первой мировой войны он воевал с шотландской гвардией (специальные резервы), дослужился до чина капитана.
3 марта 1930 года после смерти своего отца Артур Кейт-Фальконер унаследовал титулы 10-го графа Кинтора (Пэрство Шотландии), 10-го лорда Кейта из Инверури и Кейт-Холла (Пэрство Шотландии), 4-го барона Кинтора из Кинтора в графстве Абердиншир (Пэрство Соединённого королевства) и 12-го лорда Фальконера из Халкерстона (Пэрство Шотландии), став членом Палаты лордов Великобритании.

## Личная жизнь

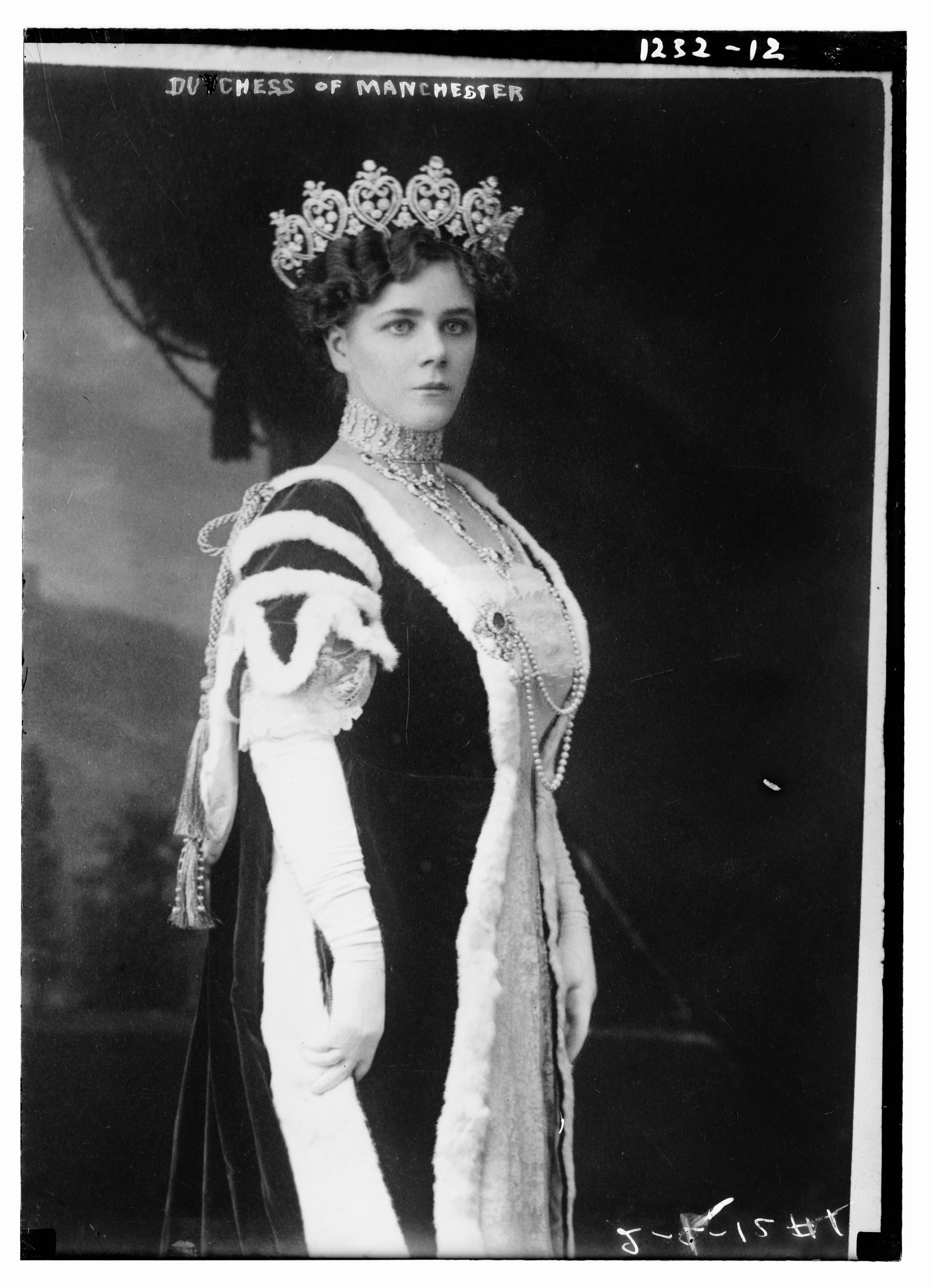
Хелена Кейт-Фальконер, графиня Кинтор (1878—1971), бывшая жена Уильяма Монтегю, 9-го герцога Манчестера

23 ноября 1937 года лорд Кинтор женился на богатой американке Хелене Монтегю, герцогине Манчестер (25 сентября 1878 — 15 декабря 1971). Хелена, единственный ребенок американского промышленника Юджина Циммермана (1845—1914), президента железной дороги и крупного акционера Standard Oil, была разведенной женой Уильяма Монтегю, 9-го герцога Манчестера (1877—1947). От первого брака она была матерью четверых детей, включая Александра Монтегю, 10-го герцога Манчестера.
Лорд Кинтор скончался в Лондоне 26 мая 1966 года и был похоронен на кладбище Кейт-Холла в Инверури. После его смерти баронство Кинтор угасло, а лордство Фальконер из Халкертона стало бездействующим. Его старшая сестра, леди Этель Сидни Кейт-Фальконер (жена Джона Бэрда, 1-го виконта Стонхейвена) стала suo jure 11-й графиней Кинтор. После её смерти в возрасте 100 лет её сын унаследовал графство, став Иэном Кейтом, 12-м графом Кинтор.